# المنطقة الزمنية الجبلية
تُحدِّد المنطقة الزمنية الجبلية بأمريكا الشمالية الوقت بطرح سبع ساعات من التوقيت العالمي المنسق (UTC)، وعندما يكون التوقيت القياسي (UTC − 07: 00) ساريًا يُطرح ست ساعات أثناء التوقيت الصيفي (UTC − 06: 00). يعتمد توقيت الساعة في هذه المنطقة على متوسط الوقت الشمسي عند خط الطول 105 غرب غرينتش. يجري تحديد المواصفات الدقيقة لموقع المناطق الزمنية وخطوط التقسيم بين المناطق في الولايات المتحدة في قانون اللوائح الفيدرالية في 49 CFR 71.
تسمى هذه المنطقة الزمنية في الولايات المتحدة وكندا بشكل عام «التوقيت الجبلي» (MT Mountain Time). أو التوقيت الجبلي القياسي Mountain Standard Time (MST) عند مراقبة التوقيت القياسي، أو Mountain Daylight Time (MDT) عند مراقبة التوقيت الصيفي. يشير مصطلح «جبلي» إلى جبال روكي، والتي تمتد من كولومبيا البريطانية في كندا إلى نيو مكسيكو في الولايات المتحدة الأمريكية. وفي المكسيك، تُعرف هذه المنطقة الزمنية باسم tiempo de la montaña أو zona Pacífico (وتعني «منطقة المحيط الهادئ»). وفي الولايات المتحدة وكندا، تقع المنطقة الزمنية الجبلية إلى الشرق من المنطقة الزمنية للمحيط الهادئ وإلى الغرب من المنطقة الزمنية الوسطى.
في بعض المناطق، بدءًا من عام 2007، يتغير التوقيت المحلي من MST إلى MDT عند الساعة 2 صباحا MST إلى 3 صباحًا MDT في يوم الأحد الثاني من شهر مارس، ويعود الساعة 2 صباحا MDT إلى 1 صباحًا بتوقيت MST يوم الأحد الأول من شهر نوفمبر.
لا تراعي ولاية سونورا في المكسيك ومعظم أريزونا في الولايات المتحدة التوقيت الصيفي، وخلال أشهر الربيع والصيف والخريف تكون في نفس الوقت مثل توقيت المحيط الهادئ الصيفي. يقع معظم محمية نافاجو داخل ولاية أريزونا ولكنها تمتد إلى يوتا ونيو مكسيكو (التي تستخدم التوقيت الصيفي)، ومع ذلك فهي لا تستخدم التوقيت الصيفي، على الرغم من أن محمية هوبي وكذلك بعض مكاتب ولاية أريزونا الواقعة داخل محمية نافاجو، لا تفعل ذلك.
أكبر مدينة في المنطقة الزمنية الجبلية هي فينيكس، أريزونا. وتُعد منطقة فينيكس الحضرية هي أكبر منطقة حضرية في المنطقة.

## كندا
تقع مقاطعة كندية واحدة فقط بالكامل في المنطقة الزمنية الجبلية، وهي مقاطعة:
- ألبرتا

أماكن بين المنطقة الزمنية الجبلية والمنطقة الزمنية للمحيط الهادئ:
- كولومبيا البريطانية – المناطق الشمالية الشرقية والجنوبية الشرقية
- الأقاليم الشمالية الغربية – Tungsten

أماكن بين المنطقة الزمنية الجبلية والمنطقة الزمنية الوسطى
- نونافوت: منطقة كيتيكميوت
- ساسكاتشوان: لويدمينستر والمنطقة المجاورة

في 24 سبتمبر 2020، تحولت يوكون إلى التوقيت الجبلي القياسي على مدار العام. ولذلك تتشابه الساعات في يوكون وألبرتا في الشتاء، بينما تتقدم ألبرتا ساعة واحدة في الصيف. في السابق كانت المنطقة تستخدم منطقة المحيط الهادئ مع التوقيت الصيفي: UTC-8 في الشتاء وUTC-7 في الصيف.

## المكسيك
الولايات التالية تستخدم توقيت المنطقة الزمنية الجبلية:
- باجا كاليفورنيا سور
- شيواوا
- ناياريت: باستثناء بلدية باهيا دي بانديراس التي تستخدم المنطقة الزمنية الوسطى.
- سونورا - لا يوجد توقيت صيفي، تستخدم MST دائمًا.
- سينالوا
- جزر ريفيلاجيجيدو (كوليما): هناك ثلاث من الجزر الأربع تستخدم نفس التوقيت للمنطقة الزمنية الجبلية وهي: جزيرة سوكورو، جزيرة سان بنديكتو وروكا بارتيدا.

## الولايات المتحدة الأمريكية
هناك ست ولايات متضمنة بالكامل في المنطقة الزمنية الجبلية، وهي:
- كولورادو
- مونتانا
- نيو مكسيكو
- يوتا
- وايومنغ
- أريزونا (لا تستخدم التوقيت الصيفي باستثناء محمية نافاجو)

تُقسم ولايتين بين توقيت المنطقة الزمنية الجبلية والمنطقة الزمنية للمحيط الهادئ. المواقع التالية تتبع التوقيت الجبلي:
- ايداهو: جنوب ايداهو
- أوريغون: غالبية مقاطعة مالهير

تُقسم خمس ولايات بين المنطقة الزمنية الجبلية والمنطقة الزمنية الوسطى. المواقع التالية تتبع التوقيت الجبلي:
- كانساس: مقاطعات شيرمان والاس وغريلي وهاملتون
- نبراسكا: الثلث الغربي
- داكوتا الشمالية: مقاطعات الزاوية الجنوبية الغربية (آدامز، بيلينجز، بومان، جولدن فالي، جرانت، هيتنجر، سلوب، ستارك) تتستخدم MST. تنقسم مقاطعات ماكنزي ودن وسيوكس.
- داكوتا الجنوبية: النصف الغربي
- تكساس: مقاطعتا إل باسو وهودسبيث

## المناطق الحضرية الكبرى
فيما يلي قائمة بالمدن الرئيسية الواقعة ضمن المنطقة الزمنية الجبلية:
- ألباكركي
- أرفادا (كولورادو)
- أورورا (كولورادو)
- بويسي
- بولدر (كولورادو)
- بيلينغز
- كالغاري، ألبرتا
- سينتينيال (كولورادو)
- تشاندلر
- تشيواوا
- سيوداد خواريز، ولاية تشيواوا
- سيوداد أوبريجون، ولاية سونورا
- كولورادو سبرينغز (كولورادو)
- كولياكان، ولاية سينالوا
- دنفر، كولورادو
- إدمونتون، ألبرتا
- إل باسو (تكساس)
- فورت كولنز (كولورادو)
- غيلبرت
- غلانديل (أريزونا)
- غريلي (كولورادو)
- ارموسييو سونورا، ولاية سونورا
- لا باز (المكسيك)
- ليكوود (كولورادو)
- ليثبريدج، ألبرتا
- لوس موتشيس، ولاية سينالوا
- مازاتلان، ولاية سينالوا
- ميسا (أريزونا)
- ميسولا (مونتانا)
- هيرويكا نوغاليس [الإنجليزية]
- بيوريا
- فينيكس (أريزونا)
- بروفو
- بويبلو (كولورادو)
- رابيد سيتي
- رد دير (ألبرتا)
- سولت ليك (مدينة)، يوتا
- San Luis Río Colorado، ولاية سونورا
- سكوتسديل
- سوربرايز
- تمبي
- تبيك، ولاية ناياريت
- ثورنتون (كولورادو)
- توسان (أريزونا)
- ويست جوردان
- ويست فالي سيتي
- وستمنستر (كولورادو)

## روابط خارجية
- خريطة المنطقة الزمنية العالمية
- خريطة المنطقة الزمنية للولايات المتحدة
- تاريخ المناطق الزمنية في الولايات المتحدة وتحويل UTC
- خريطة المنطقة الزمنية لكندا
- المناطق الزمنية لمدن العالم الكبرى
- الأوقات الرسمية في جميع أنحاء كندا
- الأوقات الرسمية في جميع أنحاء المكسيك
- خريطة الوقت في كندا
- خريطة الوقت في الولايات المتحدة